# Tscharnergut
Das Tscharnergut (im lokalen berndeutschen Dialekt oft Tscharni [ˈtʃɑɾni] genannt) ist ein Quartier der Stadt Bern im statistischen Bezirk Bethlehem des Stadtteils Bümpliz-Oberbottigen. Es gehört zu den 2011 bernweit festgelegten 114 gebräuchlichen Quartieren. Angrenzende Quartiere sind die Bethlehemer Quartiere Brünnen, Holenacker, Ackerli und Blumenfeld. Auf der südlichen Seite der Eisenbahn liegen die Bümplizer Quartiere Fellergut und Stapfenacker
Im Jahr 2022 betrug die Wohnbevölkerung 2619 Personen, davon 1473 Schweizer und 1146 Ausländer.

## Bebauung
Das Tscharnergut ist eine in den Jahren 1958 bis 1965 errichtete Grossüberbauung, bestehend aus Reihenhäusern, Mehrfamilienhäusern, Punkt- und Scheibenhochhäusern. Als grösstes Wohnbauprojekt der Schweiz am Ende der 1950er Jahre fand der Bau internationale Beachtung.

### Baugeschichte und Baubeschreibung
1949 erwarb die Stadt Bern das ehemalige Landgut der Berner Patrizierfamilie von Tscharner. Die mit dem wirtschaftlichen Aufschwung der 1950er Jahre einhergehende Wohnungsknappheit war der ausschlaggebende Grund, das bisher landwirtschaftlich genutzte Gebiet zu überbauen. 1955 führte die Stadt dafür einen Wettbewerb durch, den die Architekten Lienhard & Strasser (Hans-Rudolf Lienhard, 1925–1974 und Ulyss Strasser, 1924–2016) gewannen. Für die Ausführung wurde eine Architektengemeinschaft gegründet, zu der neben den Wettbewerbssiegern auch die der Familienbaugenossenschaft nahestehenden Hans und Gret Reinhard sowie die mit der Baugenossenschaft Brünnen-Eichholz in enger Verbindung stehenden Architekten Eduard Helfer (1920–1981), Walter Kormann (1902–1986) und Ernst Indermühle († 1964) gehörten. Die Überbauung Tscharnergut stellt eine Weiterentwicklung der benachbarten, von 1956 bis 1957 errichteten Überbauung Neuhaus von Eduard Helfer dar, wo neben Mehrfamilien- und Reiheneinfamilienhäusern erstmals in Bern Hochhäuser realisiert wurden und eine autofreie Siedlung geschaffen wurde. Mit einer Schule, Kindergärten, Spielplätzen, Läden und Alterswohnungen entsprach das Tscharnergut der insbesondere an der Internationalen Bauausstellung 1957 in Berlin geprägten Idee einer sogenannten Trabantenstadt.

### Die Wohngebäude
Im Tscharnergut gibt es fünf zwanziggeschossige Punkthochhäuser im Norden des Geländes und acht rechtwinklig dazu angeordnete achtgeschossige Scheibenhochhäuser. Im Süden wird die Überbauung durch viergeschossige Mehrfamilienhäuser abgeschlossen, dazwischen liegen insgesamt neun Reiheneinfamilienhäuser.
Die Fassaden der Scheibenhochhäuser sind auf der Erschliessungsseite geprägt von Laubengängen und je zwei angebauten Aufzugs- und Treppenhaustürmen. Die Lifte halten nur auf Zwischenpodesten, die jeweils zwei Geschosse bedienen. Diese Form der Erschliessung wurde gewählt, um die Baukosten und damit die Mieten möglichst gering zu halten und im Innern dank fehlenden Erschliessungskernen mehr Wohnraum zu erhalten.
Auch die Hochhäuser sind durch markante Treppenhaustürme geprägt. Die Fassaden bestehen teilweise aus vorfabrizierten Sandwich-Betonelementen. und verleihen den Bauten den Charakter eines Plattenbaus. Dank der Elementbauweise konnte beim Bau auf eine aufwendige Gerüstung verzichtet werden.

### Der Aussenraum
Die einzelnen Bauten sind durch grosse Grünflächen miteinander verbunden. Im Westen der Siedlung wurde aus Aushubmaterial ein Schlittelhügel aufgeschüttet, andere Flächen dienen als Liegewiesen oder Ballspielplätze. Im Wettbewerbsentwurf von Lienhard & Strasser war eine interne Erschliessungsstrasse vorgesehen, während des Planungsprozesses wurde das Tscharnergut verkehrsfrei gestaltet, sodass ausschliesslich ein in der Mitte des Geländes von West nach Ost verlaufender Fussweg die Grünräume untereinander verbindet.

## Das Tscharnergut als Denkmalschutzobjekt
Im Inventar der schützenswerten Ortsbilder der Schweiz von nationaler Bedeutung (ISOS) ist das Tscharnergut als Baugruppe der Kategorie A («Mehrheit der Bauten und Räume mit ursprünglicher Substanz») bezeichnet und mit dem Erhaltungsziel A («Erhalten der Substanz, Abbruchverbot, keine Neubauten, Detailvorschriften für Veränderungen») belegt. Die Denkmalpflege der Stadt Bern führt die Hochhäuser und die Scheibenhäuser der Überbauung im Bauinventar als «schützenswerte Objekte von kantonaler Bedeutung», weitere Bauten wie die Mehr- und Einfamilienhäuser oder die Schule sind «erhaltenswert».
Trotz Denkmalschutz soll ein Wohnblock (Scheibenhaus Fellerstrasse 30) im Tscharnergut abgebrochen werden. Eine Renovierung würde zu unzumutbaren Kosten führen, so die Begründung. Der Neubau an gleicher Stelle soll dem abgerissenen Gebäude ähnlich gestaltet werden, aber zeitgemässeren Wohnraum enthalten. Vergleichbare Bautypen an der Waldmannstrasse wurden bereits saniert, wobei der Aufwand sehr unterschiedlich war. Gegen die im Juli 2020 vom Regierungsstatthalter Bern-Mittelland erteilte Abbruchbewilligung haben die Stadt Bern und der Berner Heimatschutz Rekurs eingelegt. Im Mai 2021 hob die Bau- und Verkehrsdirektion des Kantons Bern die Abbruchbewilligung auf. Der Entscheid kann noch beim Verwaltungsgericht des Kantons Bern angefochten werden.

## Weitere Einrichtungen
Einkaufsmöglichkeiten und Gastronomieeinrichtungen bestehen im Ladenzentrum Tscharnergut und in einem Einkaufszentrum an der Riedbachstrasse. Freizeitanlage, Kindergarten und Kindertreff, die Schule Tscharnergut sowie der «Tierli-Zoo» mit einigen Haustieren gehören zur Infrastruktur.
An der südlich gelegenen Fellerstrasse befindet sich ein Standort der Hochschule der Künste Bern im ehemaligen Gewerbehaus, zwei Gebäude von Bundesbehörden (Bundesamt für Bauten und Logistik sowie der Informatik-Service des Eidgenössischen Justiz- und Polizeidepartements) sowie ein zentraler Entsorgungshof.

## Verkehr
Vom Bahnhof Bümpliz Nord verkehren auf der Bahnstrecke Bern–Neuenburg S-Bahnen nach Bern (Viertelstundentakt) und in Richtung Kerzers (Halbstundentakt) mit Anschluss nach Murten oder Ins bzw. Neuenburg. Die Strassenbahnlinie 8 verkehrt vom Bahnhof Brünnen Westside über das Zentrum von Bern nach Saali. Der Bus 27 verkehrt tangential zwischen Niederwangen und Weyermannshaus Bad. Die Autobahn A1 mit der Ausfahrt Bern-Bethlehem ist einfach zu erreichen.